# 北方一片蒼茫
《北方一片蒼茫》，2018年中國电影。

## 劇情概述
普渡眾生苦，仙女下凡塵，冷雨淒涼盡，玉火塑金身。
農村寡婦王二好 (田天 飾) 的命運多舛，兩任前夫死於非命後，爆竹工廠爆炸又炸死第三任丈夫。重傷昏迷的二好，雖奇蹟的被法師救活，但村民與夫家都嫌棄他剋夫，二好只能帶著小叔：石頭(溫新宇 飾)流浪鄉間。二好為尋找能借宿的地方，來到親戚聾四爺家，幫癱瘓的聾四爺洗澡時卻誤打誤撞治好他，二好就這樣陰錯陽差的變成薩滿仙。村莊的人聽說之後，開始陸續找她解決各種疾病或鬧鬼的事情，二好想幫助這些村民也為求溫飽，半推半就地繼續為人解決疑難雜症。顯靈的過程中，二好慢慢發現村民們貪婪及無知的醜陋臉孔，到最後連神仙都無力拯救。

## 演員
| 演員姓名 | 角色名稱 | 介紹           |
| 田天     | 王二好   | 剋死三夫的寡婦 |
| 溫新宇   | 石頭     | 二好的小叔     |

## 獎項
- 2018鹿特丹影展-金虎獎
- 西寧FIRST青年電影展榮獲 最佳劇情獎 & 最佳導演獎
- 西寧FIRST青年電影展 最佳演員獎 提名 - 田天
- 西宁FIRST青年电影展最佳艺术探索奖（提名）焦峰
- 台北電影節 國際新導演競賽片 提名